# Qui-Pro-Quo
Das Qui-Pro-Quo war ein bedeutendes literarisches Kabarett und satirisches Theater in Warschau.

## Geschichte
Das in den 1910er Jahren gegründete Haus gilt als zentraler Teil der „unwiederbringlich verlorenen“ Warschauer Kabarettszene, die bis in die 1930er Jahre Europarang hatte. Von 1919 bis 1931 befand sich das Theater im ebenfalls nicht mehr existierenden Einkaufszentrum Galeria Luxenburga.

## Berühmte Mitarbeiter (Auswahl)
- Eugeniusz Bodo, Mitwirkender von 1921 bis 1927
- Mieczysław Fogg, Ende der 20er Jahre im Chor Dana
- Marian Hemar, ab 1926 Autor
- Julian Tuwim, ab 1919 Mitwirkender und späterer Leiter (bis 1932)[3]

## Einzelbelege
1. ↑  Karl Dedecius: Lyrik aus Polen; In: Joachim-Ernst Behrendt u. a.: Der Walzer vom Weltende, Jazz & Lyrik aus Polen, WERGO 1986, S. 3
2. ↑  vgl. Paul-Richard Gromnitza in polenplus Nr. 5, 1/2008
3. ↑  Artikel zu Tuwim beim Gedenkdienst bei der Casa Stefan Zweig, eingesehen am 11. März 2009 (Seite nicht mehr abrufbar, festgestellt im Mai 2019. Suche in Webarchiven)  Info: Der Link wurde automatisch als defekt markiert. Bitte prüfe den Link gemäß Anleitung und entferne dann diesen Hinweis.